# Francisco Warleta
Francisco de Paula Warleta Franco (1786-1867) fue un militar español.

## Biografía
Nació en Cádiz en 1786, hijo del gaditano Cristóbal Warleta Diez (1756-1842) y de María Juana Franco y Sarco (1760-1787). Era nieto de José Warleta Guerrero (1723-1791) y bisnieto de Domingo Warleta (1664-1740). Contrajo matrimonio con Rosalía Ordovas Balanzat, teniendo tres hijos (Ciro, Ismael y Rómulo María) y tres hijas (Olimpia, Áurea y Herlinda).
En 1795 ingresó como noble en la infantería. En 1804 era cadete de infantería, embarcándose al año siguiente en la escuadra de Federico Gravina y combatiendo en cabo Finisterre. Durante la Guerra de Independencia Española combatió en la batalla de Bailén, siendo ascendido a teniente. Estuvo en la retirada de Sierra Morena en 1810 y fue capturado en 1812, siendo llevado al depósito de prisioneros de Bearne hasta que desertó. Posteriormente, se embarcó en la Expedición Pacificadora de Pablo Morillo, llegando al virreinato de la Nueva Granada en 1815 como teniente coronel efectivo. Ya coronel, venció a los patriotas en la batalla de la Ceja Alta del Cancán del 22 de marzo de 1816, lo que permitió la reconquista de la provincia de Antioquia. Debido a este éxito, fue nombrado gobernador de esa provincia entre el 5 de abril y el 21 de junio de ese año. Posteriormente, en agosto, se dirigió a Santiago de Cali y en septiembre era nombrado comandante de las fuerzas monárquicas en Popayán.
El 12 de febrero de 1820 es vencido en Chorros Blancos por el teniente coronel José María Córdova, perdiendo el control de Antioquia. Estaba refugiado en Cartagena de Indias cuando llegaron noticias del pronunciamiento de Riego y estuvo entre los oficiales que se negaron a jurar lealtad a la Constitución española de 1812, llegando a arrancarse sus prendas al saber del triunfo liberal mientras estaba en Barrancabermeja. Decidió partir del puerto ese mismo año para evitar jurar fidelidad a la Constitución, volviendo a España con el rango de coronel efectivo. Fue coronel del regimiento Infantería de Saboya y gobernador de Lérida entre el 23 de febrero y el 2 de marzo de 1834. En 1829 fue nombrado general de brigada y en 1835 mariscal de campo. En 1839 a 1841 fue gobernador de Jaca. En 1843 fue gobernador de Ceuta. Murió en 1867.